# Milica montenegrói hercegnő
Milica montenegrói hercegnő, férjezett Milica Nyikolajevna orosz nagyhercegné (szerbül: Кнегиња Милица Петровић-Његош / Kneginja Milica Petrović-Njegoš, oroszul: Великая княгиня Милица Николаевна Романова; Cetinje, 1866. július 14. – Alexandria, 1951. szeptember 5.) a Petrović-Njegoš-házból származó montenegrói hercegnő, Pjotr Nyikolajevics orosz nagyherceggel kötött házassága révén orosz nagyhercegné.

## Élete

### Származása és gyermekkora
Milica montenegrói hercegnő 1866. július 14-én született Cetinjében I. Miklós montenegrói fejedelem (1841–1921) és Milena Vukotić (1847–1923) második leányaként. Világra jövetelekor szülei a Vidoszava nevet adták neki; a Milicát megkeresztelésekor kapta keresztapjától, Obrenović Mihály szerb fejedelemtől.
A hercegnő és nővére, Zorka 1875-ben Szentpétervárra kerültek, hogy ott II. Sándor orosz cár költségén és gyámsága alatt az orosz nemeskisasszonyok számára létrehozott, jó nevű Szmolnij Intézetben nevelkedjenek. Később húgaik is ugyanígy Oroszországba kerültek, mert Montenegróban a hercegnők nem jutottak volna megfelelő oktatáshoz. Az intézetben a montenegrói nővérek kiváltságos bánásmódban részesültek: saját lakosztályuk és étkezőjük volt, részt vehettek az udvari bálokon, használhatták az udvari hintót és drága ruhákat vásárolhattak. Milica hercegnő szorgalmas, tudásra szomjazó tanuló volt; kedvelte a történelmet, de már ekkor fogékony volt a miszticizmusra. Mély, tudós érdeklődéssel viseltetett a keleti kultúrák, főleg az ókori perzsa irodalom iránt. Beszélt perzsául; több, India, Kína és Perzsia vallásairól és filozófiájáról szóló könyvet lefordított oroszra.
A szentpétervári arisztokrácia gúnyosan figyelte a montenegrói hercegnőket, nem tartván őket „jó partinak”. A hátuk mögött a „fekete hercegnőknek” hívták őket, ezzel utalva a nővérek sötét bőrére és hajára. Milica és Anasztázia hercegnők a tanulmányaik befejezése után is az orosz fővárosban maradtak; nénjük, Zorka – a későbbi I. Péter szerb király felesége és I. Sándor jugoszláv király anyja – korai halálát követően az ő gondjaikra bízták unokahúgukat, Ilona szerb királyi hercegnőt, aki ugyancsak a Szmolnijba került.

### Házassága és gyermekei
1889. július 26-án Peterhofban Milica hercegnő feleségül ment Pjotr Nyikolajevics orosz nagyherceghez (1864–1931). A kis montenegrói uralkodócsalád nem számított ősi, előkelő dinasztiának, a házasságot azért fogadhatta el mégis a dinasztikusságra kényesen ügyelő cári család, mert erősítette Oroszország pozícióját a számukra a Balkánon stratégiai fontosságú Montenegróban. Emellett a szentpétervári körökben uralkodó szlavofil érzület is közrejátszhatott ebben: Milica hercegnő nemcsak délszláv volt, hanem ortodox keresztényként áttérnie sem kellett. Eredeti nevét is megtarthatta, de nagyhercegnéként oroszos formában, az apai névvel kiegészítve, „Milica Nyikolajevna” alakban használta. Az orosz nagyherceg és Milica hercegnő eljegyzésének hírét Cetinjében kétnapos népünnepéllyel fogadták. Pjotr Nyikolajevics nagyherceg júliusban hatnapos látogatást tett Montenegróban.
Pjotr Nyikolajevics és Milica Nyikolajevna kapcsolatát harmónia és boldogság jellemezte, mely a kettejük közötti erős vonzalomból fakadt. Összesen négy gyermekük született, akik közül az utolsó két leány ikerpárként jött világra, ám az egyikük születése napján elhalálozott:

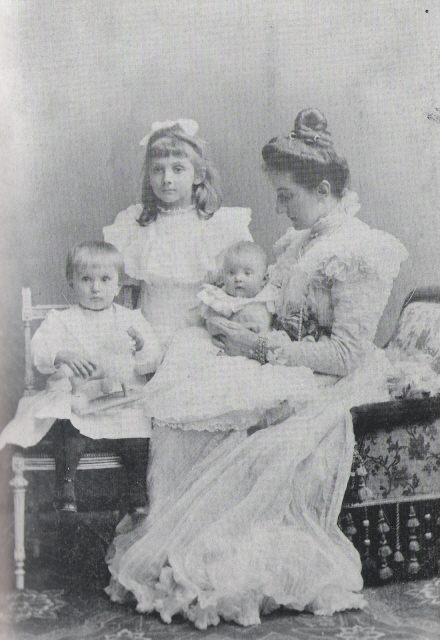
Milica Nyikolajevna nagyhercegné gyermekeivel 1900 körül

- Marina Petrovna hercegnő (1892–1981), házassága révén Golicina hercegné
- Roman Petrovics herceg (1896–1978)
- Nagyezsda Petrovna hercegnő (1898–1988), házassága révén Orlova hercegné
- Szofja Petrovna hercegnő (1898. március 3.), csecsemőként elhalálozott.

Szofja Petrovnát, Nagyezsda hercegnő ikerhúgát nagyanyjuk, Alekszandra Petrovna nagyhercegné temette el kijevi kolostorának udvarán. A gyermekek III. Sándor cár rendelkezése szerint mind hercegi rangot viseltek, mert nagyapjuk nem cár, csupán nagyherceg volt.
Milica nagyhercegné húga, Anasztázia hercegnő 1906-ban elvált első férjétől, majd hozzáment Pjotr Nyikolajevics bátyjához, ifjabb Nyikolaj Nyikolajevics nagyherceghez, a montenegrói hercegnők így sógornők is lettek. A két nővér a századforduló első éveiben meghitt viszonyt ápolt Alekszandra Fjodorovna cárnéval – a német származású, ám ifjúkora jó részét a brit királyi udvarban töltő cárné idegenkedett a merev cári udvartól, de Milica és Anasztaszija Nyikolajevna társaságában megtalálta az áhított meghittséget és barátságot. A cárné házassága első tíz évében négy leányt szült, de hőn vágyott a trónöröklést biztosító fiúgyermek után. Milica Nyikolajevna, aki húgával együtt az okkultizmus és a miszticizmus híve volt, ekkor összeismertette a cárnét a kétes hírnevű, francia származású Dr. Philippe-pel, aki magát gyógyítónak mondta és elhitette a cárnéval, hogy segít neki fiúval teherbe esni. Dr. Philippe-et nemsokára mint sarlatánt lebuktatták, és 1903-ban eltávolították az udvar közeléből. A cári család azonban aggodalommal figyelte a cárné hiszékenységét és azt, a montenegrói nővérek milyen hatást gyakorolnak rá.
Amikor Grigorij Jefimovics Raszputyin kezdett hírnévre szert tenni a szentpétervári arisztokrácia körében, a nővérek Raszputyin társaságába szegődtek. Raszputyin egy magát „sztarecnek” nevező paraszti származású szemfényvesztő volt. Milica Nyikolajevna 1905 végén mutatta be őt II. Miklós cárnak és feleségének. Az elkeseredett uralkodópár azt remélte, Raszputyin képes meggyógyítani vérzékenységben szenvedő egyetlen fiukat, Alekszej Nyikolajevics nagyherceget. II. Miklós és Alekszandra Fjodorovna vak bizalma Raszputyinban aláásta tekintélyüket a nép körében.
Miután Raszputyinnal kapcsolatban pletykák kaptak szárnyra pétervári körökben, és iszákossága miatt magas rangú egyházi pártfogói is kihátráltak a sztarec mögül, Milica és Anasztaszija Nyikolajevna megszakította vele a kapcsolatot. A nővérek a cárné figyelmét is felhívták Raszputyin rossz hírére, de intelmük süket fülekre talált Alekszandra Fjodorovnánál, és a montenegrói hercegnők elveszítették a cárné barátságát.

### Száműzetésben
Amikor 1917-ben összeomlott a monarchia, a Nyikolajevicsek – id. Nyikolaj Nyikolajevics, Anasztaszija nagyhercegné apósának leszármazottjai – a Kaukázusban voltak, mivel 1915-ben ifjabb Nyikolaj Nyikolajevics lett a terület cári helytartója. A bolsevikok hatalomátvételének hírére a Nyikolajevicsek a Krím félszigetre utaztak, ahol több Romanov is – így például Marija Fjodorovna anyacárné és leánya, Kszenyija Alekszandrovna nagyhercegnő – gyülekezett a bolsevikok elől menekülve. 1918 februárjától a szevasztopoli tanács Pjotr Nyikolajevics nagyherceg jaltai rezidenciáján, a neomór stílusú Dülber palotában tartotta házi őrizetben a családot. A HMS Marlborough brit hadihajó 1919. április 7-én érkezett meg Jaltára az anyacárné és a többi családtag kimenekítésére. A hajó április 11-én hagyta el a Krím-félszigetet a cári család húsz tagjával, köztük Pjotr Nyikolajeviccsel és Milica Nyikolajevnánval.
A Nyikolajevicsek Isztambulban átszálltak a HMS Nelsonra, mely Olaszországba, Genovába vitte őket. Ilona olasz királyné, Milica Nyikolajevna nővére menedéket ajánlott fel a família számára. A család később Franciaországba települt át, akárcsak a legtöbb orosz emigráns. Pjotr Nyikolajevics nagyherceg 1931. június 17-én hunyt el. Az özvegy Milica Nyikolajevna nővére, Anasztázia hercegnő halálát, majd a második világháborút követően Egyiptomba költözött. Itt élte le élete hátralevő részét a száműzetésben lévő olasz királyi család társaságában. 1951. szeptember 3-án érte a halál Alexandria városában. Maradványai a cannes-i Szent Mihály arkangyal ortodox templom kriptájában nyugszanak szintén ott eltemetett férje mellett.